# 영암 엄길리 지석묘군
영암 엄길리 지석묘군(靈岩 奄吉里 支石墓群)은 대한민국 전라남도 영암군 서호면 엄길리에 있는, 모두 18기의 바둑판식 고인돌이 2줄로 넓게 분포되어 있다. 1984년 목포대학박물관에서 일부를 발굴 조사함으로써 고인돌의 구조와 성격이 밝혀지게 되었다. 1986년 2월 7일 전라남도의 기념물 제82호로 지정되었다.

## 개요
지석묘는 청동기시대의 대표적인 무덤으로 고인돌이라고도 부르며, 주로 경제력이 있거나 정치권력을 가진 지배층의 무덤으로 알려져 있다.
우리나라의 고인돌은 4개의 받침돌을 세워서 돌방을 만들고 그 위에 거대하고 평평한 덮개돌을 올려 놓은 탁자식과, 땅 속에 돌방을 만들고 작은 받침돌을 세운 뒤 뚜껑돌을 덮고 그 위에 거대한 덮개돌을 올린 바둑판식으로 구분된다.
영암군 서호면 엄길리에 모두 18기의 바둑판식 고인돌이 2줄로 넓게 분포되어 있다. 1984년 목포대학박물관에서 일부를 발굴 조사함으로써 고인돌의 구조와 성격이 밝혀지게 되었다.
고인돌 내부와 주변에서 민무늬토기·돌화살촉·삼각형돌칼·홈자귀·숫돌 등 다양한 유물이 출토되었는데, 특히 세형동검 조각의 출토는 우리나라 고인돌 내에서 처음이다.

## 주변 건축 허용기준
2020년 1월 16일 '전라남도 지정문화재 역사문화환경 보존지역 내 건축행위 등에 관한 허용기준'이 고시되었다.

## 참고 문헌
- 영암 엄길리 지석묘군 - 국가유산청 국가유산포털